# (2175) Andrea Doria
Pour les articles homonymes, voir Andrea Doria (homonymie).
(2175) Andrea Doria est un astéroïde de la ceinture principale.

## Description
(2175) Andrea Doria est un astéroïde de la ceinture principale. Il fut découvert le 12 octobre 1977 à l'observatoire Zimmerwald par Paul Wild. Il présente une orbite caractérisée par un demi-grand axe de 2,22 UA, une excentricité de 0,21 et une inclinaison de 3,7° par rapport à l'écliptique.

## Compléments